# San Antonio Aguas Calientes
San Antonio Aguas Calientes é uma cidade da Guatemala do departamento de Sacatepéquez.